# Газиантеп (ил)
Газианте́п (тур. Gaziantep) — ил на юго-востоке Турции. Принадлежит к исторической области Киликия. Как ил, так и его одноимённую столицу часто называют по-старому: Антеп. Газиантеп знаменит удивительными пейзажами и природными богатствами. Более того, развитая современная инфраструктура делает провинцию настоящим туристическим раем.

## География
Ил Газиантеп граничит с илом Кахраманмараш на севере, Адыяман на северо-востоке, Шанлыурфа на востоке, Килис и Сирией, Хатай на юго-западе и на западе с Османие.
Газиантеп лежит на высоте 250—1250 м над уровнем моря.
Климат субтропический. Лето сухое и жаркое. Зима теплая и дождливая. Прохладнее всего бывает в период с декабря по февраль. Июль и август — самые засушливые месяцы. Декабрь — сезон дождей.

## История
В античные времена территория провинции принадлежала хеттам, ассирийцам, позднее персам, римлянам, византийцам, Аббасидам, армянам и сельджукам. В Средние века за регионом утвердилось имя Антеп (арм. Այնթապ/Айнтап). По нему проходили маршруты крестовых походов. В 1183 году султан Салах ад-Дин одержал здесь победу над крестоносцами.
Во времена Османской империи в городе Антеп строились многочисленные мечети, постоялые дворы, бани и медресе. Антеп был известен как один из торговых центров Великого шёлкового пути.
В XVIII веке в регионе имелось более 100 сёл, населённых исключительно армянами. Впоследствии турецкие власти поселяли здесь курдов, а армянам было навязано тюркоязычие. Армянское население занималось преимущественно торговлей и ремёслами. В конце XIX века, благодаря открытию армянских школ, родной язык вновь вошёл в быт армянского населения.
В 1915 году армянское население Антепа было депортировано младотурками в пустыню Дейр-эз-Зор. После поражения Турции в Первой мировой войне, провинция была оккупирована Францией. Избежавшие гибели армяне, воспользовавшись оккупацией региона французскими войсками, возвратились в родные места. Однако, турецкие власти (теперь уже кемалистские) продолжили прежнюю политику гонений армян. С апреля 1920 по февраль 1921 гг. местные армяне вели оборонительные бои против турецких погромщиков.
По итогам Лозаннской конференции 1923 года регион отошёл к Турции. После того, как французские войска покинули Киликию, армяне были вынуждены эмигрировать в Сирию, Ливан, Египет, США. Часть антепских армян впоследствии обосновалась в Армянской ССР.
6 февраля 1921 года Национальное собрание Турции решило переименовать главный город. К исконному названию Антеп была прибавлена приставка Гази — (победитель) за «заслуги горожан в деле борьбы с французскими оккупантами». В 1928 году город был официально переименован в Газиантеп.
Когда Государство Хатай 29 июня 1939 года было аннексировано Турцией, то районы Дёртйол, Эрзинь и Хасса провинции Газиантеп были присоединёны к новообразованному илу Хатай.
6 февраля 2023 года стала одним из эпицентров мощного землетрясения.

## Население
Население — 2 005 515 жителей (2017), из них в столице Газиантеп проживает около 850 тысяч. Национальный состав представлен в основном турками и курдами, кроме того, в южных районах проживает несколько тысяч арабов.Из-за гражданской войны в Сирии в вилаяте разместились 377 тысяч беженцев которые составляют 19 % от общего население Газиантепа
В начале 20-х годов XX века тысячи курдов бежали отсюда на север Сирии. Жившие здесь когда-то арамеи и армяне после геноцида, учинённого младотурками и продолженного кемалистами, практически не представлены в национальном составе.

## Административное деление
Ил разделён на 9 районов:
1. Арабан (Araban)
2. Ислахие (Islahiye)
3. Каркамыш (Karkamış)
4. Низип (Nizip)
5. Нурдагы (Nurdağı)
6. Огузели (Oğuzeli)
7. Шахинбей (Şahinbey)
8. Шехиткамиль (Şehitkamil)
9. Явузели (Yavuzeli)

## Экономика и образование
Провинция с древних времен является значимым торговым центром, а в наши дни и одной из важнейших промышленных областей Турции.
Провинция занимает лидирующие позиции в текстильной, пищевой и химической промышленности Турции.
Газиантеп экспортирует товары в 40 стран мира. Сельскохозяйственная промышленность занята в основном выращиванием антепских фисташек и антепского перца. В столице наряду с цементными заводами, шёлкоткацкими и текстильными фабриками существуют разнообразные малые предприятия, занимающиеся дерево и металлообработкой, производящие кожаную обувь, палаточные ткани из козьей шерсти, мыло из оливкового масла и сладости из винограда.
В провинции тяжелая ситуация с образованием. Недостаточное количество школ ведет к росту необразованности среди населения. Классы более 50 человек здесь не редкость.
Значимое учреждение образования — Газиантипский университет.

## Культура

### Гастрономия
Газиантеп известен своей кухней. Среди известных блюд лахмаджун (турецкая пицца), антепский перец, антепские фисташки, антепская пахлава, фисташковое пюре, мясные шарики из сырого мяса, фаршированные баклажаны и многие другие.
Антепские фисташки

Особой гордостью Газиантепа являются фисташки, являющиеся символом антепской кухни. В Турции антепские фисташки признаны благодаря своему качеству, а слово «антеп» является турецким синонимом фисташек. Фисташки составляют основу начинки антепской пахлавы.
Антепский перец

Антепский перец также очень ценится из-за своих вкусовых качеств. Используется чаще всего молотым, либо в виде пюре. Именно эта приправа делает блюда Газиантепа неповторимыми.
Чурчхела

Для этого блюда грецкие орехи нанизываются на нитку и поливаются виноградным сиропом. Чаще всего суджук едят во время поста. По вкусу сладость напоминает финики.

## Достопримечательности
- руины античных городов Доликхе (Дюлюк), Кузейне, Белкис и Каркамыш (Каргамыш):

Доликхе
Одно из самых значимых античных городов провинции Газиантеп — Доликхе. Это место, сегодня носящее название Дюлюк, находится в десяти километрах от города Газиантепа и являлось местом поклонения Юпитеру. В окрестностях и в центре села Дюлюк открыты для посещения многочисленные места каменных захоронений и каменных церквей.
Белкис
Город Белкис находится на берегу реки Фырат, недалеко от Газиантепа. Когда город перешёл во владение Римской империи, он был переименован в город Зугма (мост). Зугма имел важное стратегическое значение. В многочисленных захоронениях найдены могильные плиты, статуи и скелеты людей. В городе открыт музей мозаики, в котором можно увидеть образцы мозаики размером 550 квадратных метров, 35 мозаичных панелей с изображениями античных богов, 35 скульптур и уникальную"стену искусства".
В 60 км к западу от Газиантепа находится хеттская скульптурная мастерская Есемек.
- крепости Газиантеп, Тилбашар, Румкале, Караджаорен и Раванда;
- развалины Зинджирли, Гедикли, Тилмен, Кырышкал и Сакчагёзю (Сакчагёзе);
- мечети: Омерие, Бояджи (Кады-Кемалеттин) Эюбоглу, Эсенбек (Ихсан-Бек) , Али-Наджар (Аннаджар), Али-Дола (Алаюд-Девле), Тахталы, Ага, Хандалие, Алайбей, Шейх Фетхуллах, Ширвани (Ики-Шерефели), Акджурун, Джанболат Бек, Шейх, Шейхлер, Хиндиоглу и Чалык;
- медресе Рамазание (Ахмет-Челеби), Шекер;
- постоялые дворы Шекер, Паша, Хышва, Эмир-Али, Миллет, Кюркчю и Беледие;
- большие открытые рынки Зинджирли и Кемикли;
- бани Эски, Паша, Ших, Пазар, Наип, Табак, Ходжа, Хасан Бек и Туглу;
- обитель шейха Абдуллаха Эфенди;
- мосты Деббагхане, Айнюллебен, Языджик, Бабилке и Мурат IV,
- места для отдыха в лесу Дюллюкбаба;
- городской музей в Газиантепе.